# Teatro Serra
El teatro Serra es un edificio ubicado en la calle Trinidad número 16 de Almazora, en la Plana Alta, considerado como Monumento de interés local y catalogado como Bien de relevancia local, según el informe del Catálogo de Bienes y Espacios Protegidos, con fecha 10 de octubre de 2006, y publicado en el Boletín Oficial provincial (BOP) el 7 de junio de 2007. Presenta como código de identificación el número: 12.05.009-011, según consta en el Dirección General de Patrimonio Artístico de la Generalidad Valenciana.

## Historia
El teatro se acabó de edificar en 1895 por iniciativa de un acaudalado matrimonio de Almazora, formado por don Vicente Serra Canós y doña Antonia Arenós. Esta construcción quedaba documentada por un artículo que aparecía en el Diario de Castellón el 27 de octubre de 1894, en el que se indicaba, entre otras cosas, que el presupuesto para la obra ascendía a 100.000 pesetas.
El teatro se inauguró el 24 de febrero de 1895, durante la celebración de las fiestas de carnaval, ofreciendo como cartelera tres días continuados de espectáculos de zarzuela, con la presencia de los artistas más destacados en ese momento, y entre las obras que se representaron hay que hacer mención de “La Tempestad” de Ruperto Chapí.
Tras la muerte de los propietarios, y según constaba en las cláusulas testamentarias, el edificio  del teatro era dejado en comisión de venta , a tres albaceas, el arcipreste don Joaquín Balaguer Martinavarro, el médico don  Antonio Ballester Borillo y  el encargado de las fincas rurales del matrimonio, Vicente Forcada Morales. En el testamento se establecía que una determinada parte del importe que obtuviera de la venta debía destinarse a tres donaciones: una para la concatedral de Santa María,  otra para dos conventos,  el convento local de las monjas clarisas y el convento de las monjas dominicas de Burriana, y una tercera parte debía donarse para la reconstrucción de la iglesia del Calvario.
Respetar estas cláusulas testamentarias era un asunto de cierta dificultad que requirió de la habilidad interpretativa y negociadora de varias personas, ya que entre otras cosas las monjas clarisas ya habían iniciado la construcción de una nueva iglesia, antes del inicio de la guerra civil, y en 1961 el obispo Puente y Gol, puso la primera (y última) piedra de la futura iglesia del Calvario. Lo cual suponía que iban a construirse dos iglesias a menos de 100 metros aproximadamente
Pese a todo, en 1962, tras la muerte de la viuda de Serra, los albaceas, ponen el teatro en venta, a los efectos estipulados, pero no se encuentra comprador. Entonces se encontró una posible solución que consistía en no vender el inmueble al mejor postor, en tanto en cuanto no había ninguno, sino valorarlo  (llegando a sobrepasar el millón de pesetas) y que lo comprara la Parroquia de la Natividad, que compró también el edificio anexo. Convirtiéndose en un  Centro Parroquial
El teatro fue reconvertido en sala de proyecciones cinematográficas y sufrió un gran incendio el 27 de enero de 1931, del que no hubo víctimas mortales.
Se continuó su explotación como sala de espectáculos hasta 1963, momento en el que cesó su actividad comercial y quedó abandonado, y pese a que se le realizó una restauración en 1997, en el año 2006 se volvió a reclamar una rehabilitación total del edificio en el acto de celebración del 111 aniversario de su construcción.

## Descripción
El edificio conserva la estructura original tanto en el primero como en el segundo piso, donde se puede observar unas marquesinas y carpintería de finales del siglo XIX.
En la fachada destacan la presencia de unas  figuras alegóricas que sirven de remate a la misma. En el interior se trató de realizar una reproducción, a escala, de un teatro de ópera, por lo que su planta es rectangular y tiene dos alturas en forma de herradura.
Su interior presenta unas condiciones acústicas extraordinarias y una decoración barroca, con pinturas de Castell. De todos modos las dimensiones interiores son muy modestas y el aforo estaba limitado a unos 500 espectadores.